# Kostenets
Kostenets es una localidad del sudoeste de Bulgaria, en la provincia de Sofía, a 70 kilómetros de la capital. Es cabeza administrativa del municipio de Kostenets y se encuentra situada a los pies de las montañas Rila. El clima es de tipo continental templado con unas temperaturas que oscilan de los 4,2 °C promedio en enero a los 16,1 °C promedio en julio. La abundancia de manantiales es una de las características de esta región. El balneario de Momin Prohod es un prestigioso centro de rehabilitación  y atrae multitud de visitantes. Los balnearios de Villas Kostenets, Pchelinski bani y Kostenets (Villa) se encuentran cercanos a la ciudad.